# Bawuudordschiin Baasanchüü
Bawuudordschiin Baasanchüü (mongolisch Бавуудоржийн Баасанхүү, ᠪᠠᠪᠤᠳᠣᠷᠵᠢ ᠶᠢᠨ ᠪᠠᠰᠠᠩᠬᠦᠦ; englisch Bavuudorjiin Baasankhüü; * 26. November 1999 in Mörön) ist eine mongolische Judoka. Sie wurde 2024 Asienmeisterin und  Weltmeisterin in der leichtesten Gewichtsklasse sowie Olympiazweite.

## Sportliche Karriere
Bawuudordschiin Baasanchüü kämpft in der Gewichtsklasse bis 48 Kilogramm.
Ihr erster großer internationaler Erfolg war 2022 der Einzug ins Finale beim Grand Slam in Paris. Sie wurde Zweite hinter der Japanerin Natsumi Tsunoda. Bei den Weltmeisterschaften 2022 und 2023 schied die Mongolin jeweils im Achtelfinale aus. Bei den Asienspielen im September 2023 wurde Baasanchüü Siebte.
Im April 2024 erreichte Baasanchüü das Finale bei den Asienmeisterschaften und besiegte die Südkoreanerin Lee Hye-kyeong. Einen Monat später traf die Mongolin im Finale der Weltmeisterschaften in Abu Dhabi auf die Italienerin Assunta Scutto und gewann den Weltmeistertitel. Bei den Olympischen Spielen 2024 in Paris gewann sie die Silbermedaille.